# حرب سومر-عيلام
دارت حرب سومر-عيلام في العراق وإيران الحاليتين، وهي واحدة من أقدم الصراعات التي توجد لها أدلة معاصرة، على الرغم من أن تفاصيل هذه الحرب طفيفة. كانت معركة بين قوات سومر وعيلام ، وبدأت ق. 2600 BC . المصادر المكتوبة عن الصراع هي أقدم المصادر التي تذكر وجود عيلام.

## تاريخ
وفقًا لمصادر سومرية لاحقة مثل قائمة الملوك السومريين (SKL) ، فإن السومريين بقيادة إينميباراجي سي، ملك كيش، غزاوا عيلام وانتصروا. ومع ذلك، فإن هوية إينميباراجيسي وتاريخه كانا موضع بعض الجدل بين الباحثين، في حين أن المصادر السومرية ليست بالضرورة موثوقة. على سبيل المثال، يزعم SKL أن Enmebaragesi حكم لمدة 900 عام. وعلى الرغم من ذلك، فإن القطع المعاصرة من أواني المرمر التي تحمل اسم إينميباراجيسي (التي عُثر عليها في خفاجة ) تعطي مصداقية للاعتقاد بأن الملك كان شخصية تاريخية، مما يدعم ادعاءات النصوص اللاحقة بشأن وقوع الحرب. علاوة على ذلك، يشير نقش نذري لـ "إنائيل، ابن عنزو" من فترة الأسرات المبكرة (موجود كنسخة لاحقة) إلى أن كيش غزت عيلام.
صرح عالم الآشوريات دي تي بوتس أنه إذا حدثت الحرب، فمن المحتمل أن الملك إينميباراجي سي قاد جيشه الغازي من كيش في شمال بابل على طول مسار أصبح فيما بعد الطريق الملكي، حتى هاجم المركز العيلامي في سوسة أو حولها. وقد تم تأكيد استخدام هذا المسار من قبل السومريين في فترة الأسرات المبكرة. في غضون قرن من الزمان، رد العيلاميون تحت حكم سلالة أوان وغزوا سومر، وأطاحوا بسلالة أور الأولى . وعلى مدى القرون القليلة التالية، خاض الشعبان حروبًا متكررة. 

### الأعمال المذكورة
- Selz, Gebhard J. (2016). Sumerer und Akkader. Geschichte, Gesellschaft, Kultur (بالألمانية) (3rd ed.). ميونخ: C.H. Beck. ISBN:978-3-406-50874-5.
- Lamberg-Karlovsky، C.C. (2013). "Iran and its neighbors". في Harriet Crawford (المحرر). The Sumerian World. Oxon: Routledge. ص. 559–578. ISBN:978-0-415-56967-5. مؤرشف من الأصل في 2023-09-29 – عبر Google Books.
- Potts، D. T. (2016) [1st pub. 1999]. The Archaeology of Elam: Formation and Transformation of an Ancient Iranian State (ط. 2nd). Cambridge University Press: Routledge. ISBN:978-1-107-47663-9. مؤرشف من الأصل في 2024-08-22.